# Cassano delle Murge
Pour les articles homonymes, voir Cassano.
Cassano delle Murge est une commune italienne de la ville métropolitaine de Bari dans la région des Pouilles.

## Économie
Le territoire communal fait partie de la zone de production de la Mozzarella di Gioia del Colle (AOP).

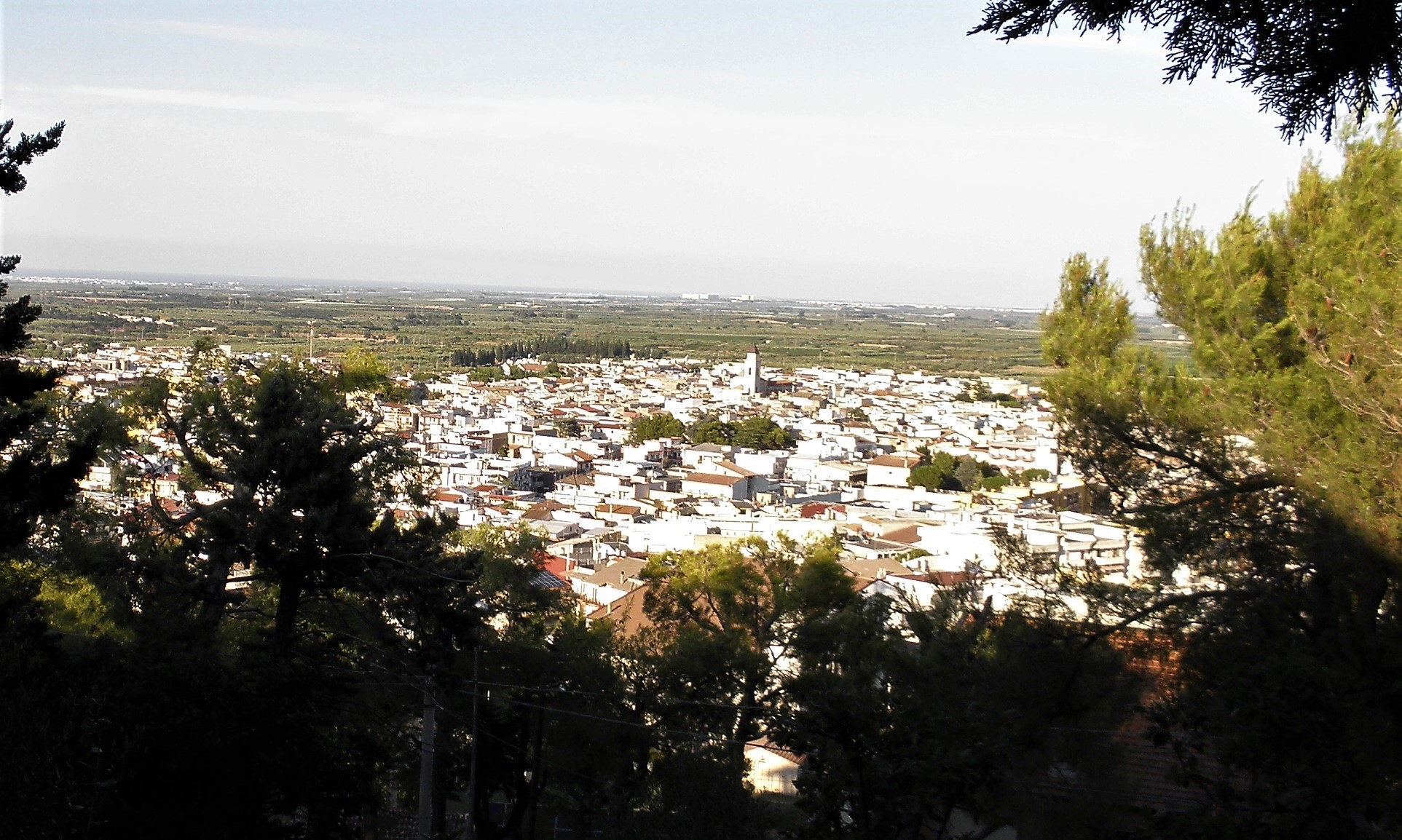
Cassano delle Murge (vista panoramica)

## Administration
| Période                                  | Période    | Identité               | Étiquette     | Qualité |
| ---------------------------------------- | ---------- | ---------------------- | ------------- | ------- |
| 26 mai 2014                              | (en cours) | Vito Domenico Lionetti | Liste civique | Maire   |
| Les données manquantes sont à compléter. |            |                        |               |         |

### Communes limitrophes
Acquaviva delle Fonti, Altamura, Grumo Appula, Sannicandro di Bari, Santeramo in Colle